# فردریک گریفیت
فردریک گریفیت (انگلیسی: Frederick Griffith؛ زاده ۱۸۷۷ - درگذشته (1941) یک زیست‌شناس و پزشک اهل بریتانیا بود. یکی از خدمت‌های او به علم زیست‌شناسی آزمایش گریفیت بود که دربارهٔ عامل سینه‌پهلو(ذات الریه) است. او در حقیقت به دنبال ساخت واکسنی برای آنفولانزا بود که عاملی ویروسی داشت ؛ اما آن زمان تصور بر این بود که نوعی باکتری به نام استرپتوکوکوس نومونیا عامل آنفولانزا است ، در حالی که این باکتری باعث سینه پهلو در جانور میزبان میشود . آزمایشات او بر روی این باکتری باعث گشایش مسیری شد که دید تازه ای به دانشمندان دربارهٔ ماده وراثتی و ماهیت آن داد. 

## آزمایش های گریفیت
در آزمایش اول، گریفیت باکتری استرپتوکوکوس نمونیای کپسول دار زنده را به موش تزریق کرد. این باکتری موجب مرگِ موش شد. در آزمایش دوم او باکتری استرپتوکوکوس نمونیای بدون کپسول را به موش تزریق کرد. این دفعه موش زنده ماند. از این دو آزمایش گریفیت نتیجه گرفت که کپسول عامل مرگ موش است. در آزمایش سوم، گریفیت باکتری استرپتوکوکوس نمونیای کپسول دار کشته شده با گرما را به موش تزریق کرد و مشاهده کرد که موش زنده ماند. این بار گریفیت نتیجه گرفت که کپسول به تنهایی عامل مرگ موش نیست. او در آزمایش چهارم خود، مخلوطی از باکتری استرپتوکوکوس نمونیای کپسول دار کشته شده با گرما و بدون کپسول زنده را به موش تزریق کرد و بر خلاف انتظارش موش مُرد. در نهایت از آزمایش های گریفیت این نتیجه به دست آمد که ماده ی وراثتی میتواند به سلول دیگری منتقل شود.